# Sishi'erba Shuiku
Sishi'erba Shuiku (kinesiska: 四十二坝水库) är en reservoar i Kina. Den ligger i storstadsområdet Chongqing, i den sydvästra delen av landet, omkring 310 kilometer nordost om det centrala stadsdistriktet Yuzhong. Sishi'erba Shuiku ligger 1 743 meter över havet. Arean är 0,36 kvadratkilometer. I omgivningarna runt Sishi'erba Shuiku växer i huvudsak blandskog. Den sträcker sig 1,3 kilometer i nord-sydlig riktning, och 1,0 kilometer i öst-västlig riktning.
Genomsnittlig årsnederbörd är 1 619 millimeter. Den regnigaste månaden är september, med i genomsnitt 301 mm nederbörd, och den torraste är december, med 18 mm nederbörd.